# Гайдамацький яр
Гайдама́цький Яр — урочище, геологічна пам'ятка природи загальнодержавного значення в Україні. Розташований у Могилів-Подільському районі Вінницької області.
Сучасну назву Гайдамацький яр дістав у кінці XVII-на початку XVIII ст. За історичними відомостями, в яру, його печерах та ущелинах, ховалося населення села Буші під час вторгнення іноземних загарбників. Також в ньому ховалися гайдамаки, які робили вилазки проти місцевої знаті, польських, татарських і турецьких військ.
Площа 96 га. Статус з 1975 року. Перебуває у віданні: ВОКСЛП «Віноблагроліс», Бушанська сільська рада. 
Охороняється мальовничий яр у долині річки Бушанки (ліва притока Мурафи). Річка прорізала долину в товщах вапняків, сланців, пісковиків різних епох на глибину до 120 метрів і тепер протікає по гранітах і гранодіоритах Українського кристалічного щита. Це своєрідний геологічний розріз південної частини Вінницької області. На заліснених крутосхилах поширені численні денудаційні форми рельєфу у вигляді пісковикових останців — скелі «Гриб», «Баран», «Висяча», «Гайдамацька» (з печерою) та інші скелі. Такого скупчення мальовничих та унікальних колон, стовпоподібних форм, чудернацьких тварин і міфічних образів більше ніде в області не трапляється. Тут припинено видобування вапняків та пісковиків. 
Уздовж долини — дубово-грабові насадженнями на крутих схилах. Колись тут був Великий ліс, що після великого корчування став називатись Великий яр. Про колишній великий ліс нагадують нечисленні дуби-старійшини «Дідусь», «Громовик» та ін. 
Сьогодні тут зростають еталонні ділянки дуба звичайного, грабово-ясеневі насадження, окремі цінні породи дерев — клен-явір, модрина європейська. Чимало тут цікавих рослин: 4 види папороті, печіночниця, хвощі та плауни, велика кількість лікарських рослин. 
Об'єкт має виняткове значення завдяки поєднанню таких чинників:
- геологічних: якісний розріз нижньої частини могилівської світи венду у покинутому кар'єрі на північному закінченні яру, можливості дослідження косої верствуватості та інших текстур пісковиків;
- геоморфологічних: типовий каньйон, зсувні процеси, різноманітні форми вивітрювання пісковиків, печери, «кам'яні водоспади» тощо;
- історичних: у селі Буша знайдено залишки культур — трипільського, черняхівського, козацького часів. Можна оглянути залишки фортеці, церкви, стародавнього кладовища, покинутого печерного монастиря. У 1883 році київський професор Володимир Антонович відкрив тут стародавній наскельний рельєф;
- мальовничих: виняткової краси пейзажі схилів долини, стін каньйону. Виставка просто неба близько 150 скульптур з ямпільського пісковику.

У 2010 році пам'ятка природи «Гайдамацький Яр» увійшла до складу Регіонального ландшафтного парку «Мурафа».

## Галерея

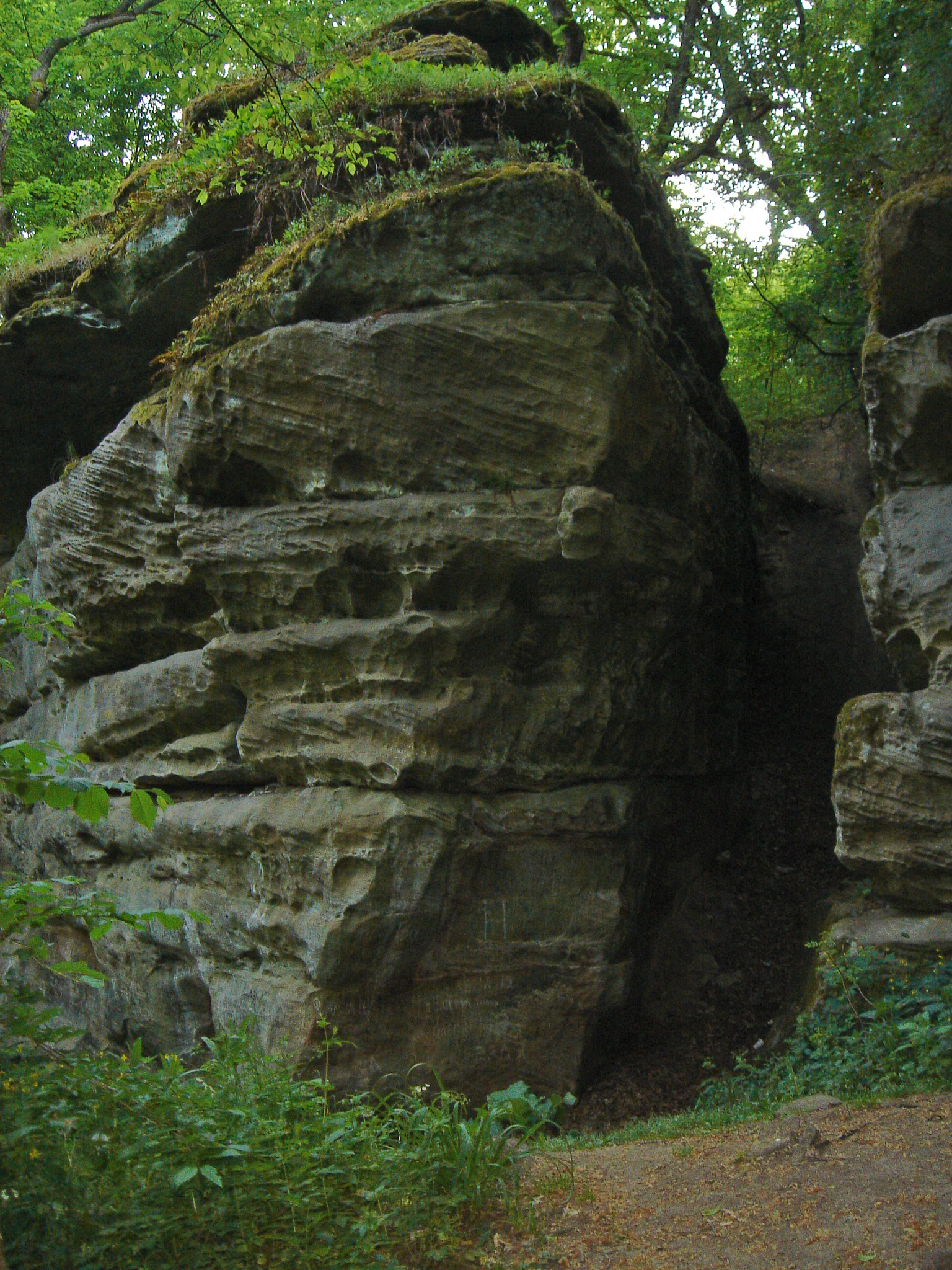
Скелі в яру
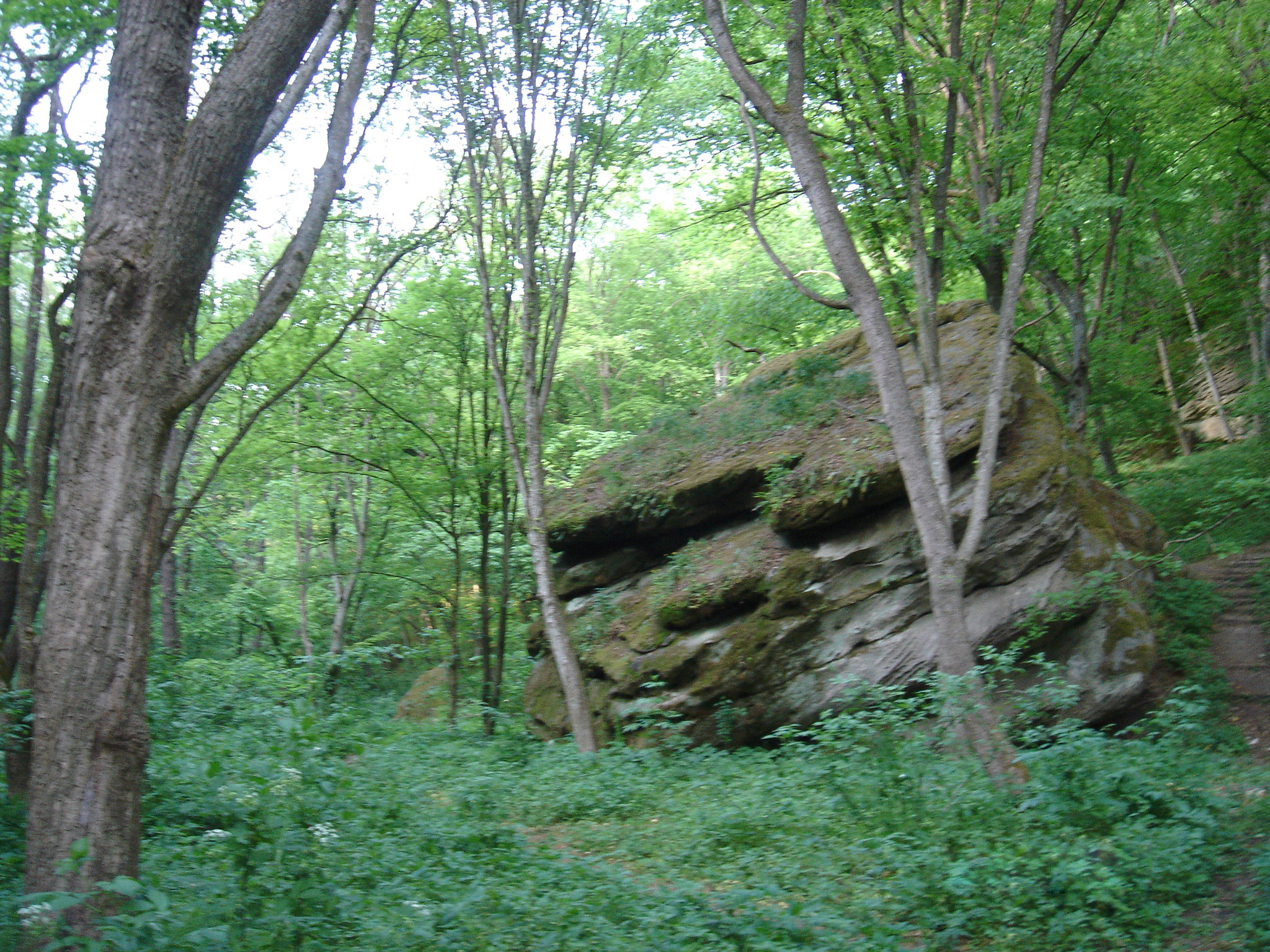
Скелі урочища
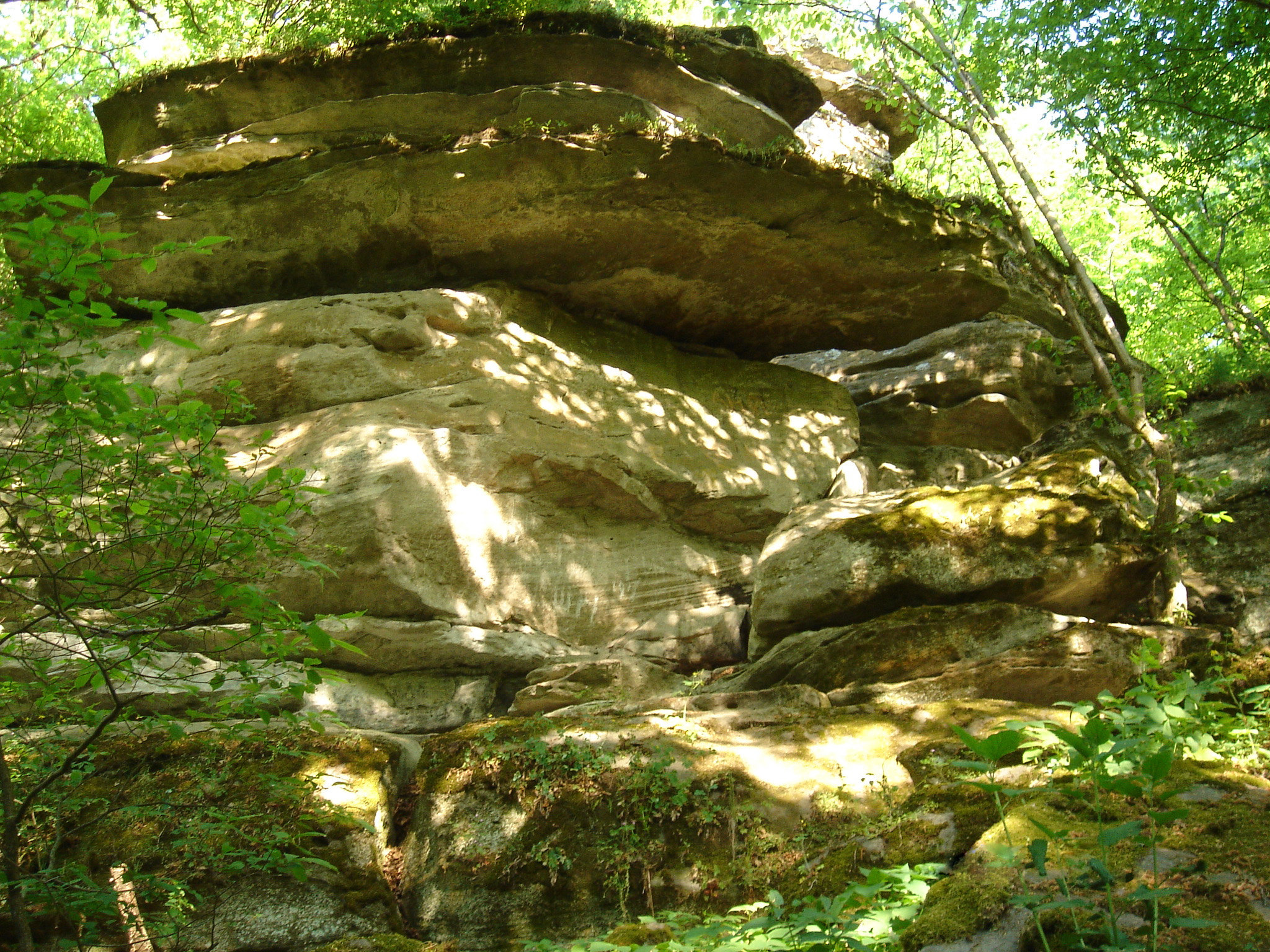
Скелі урочища
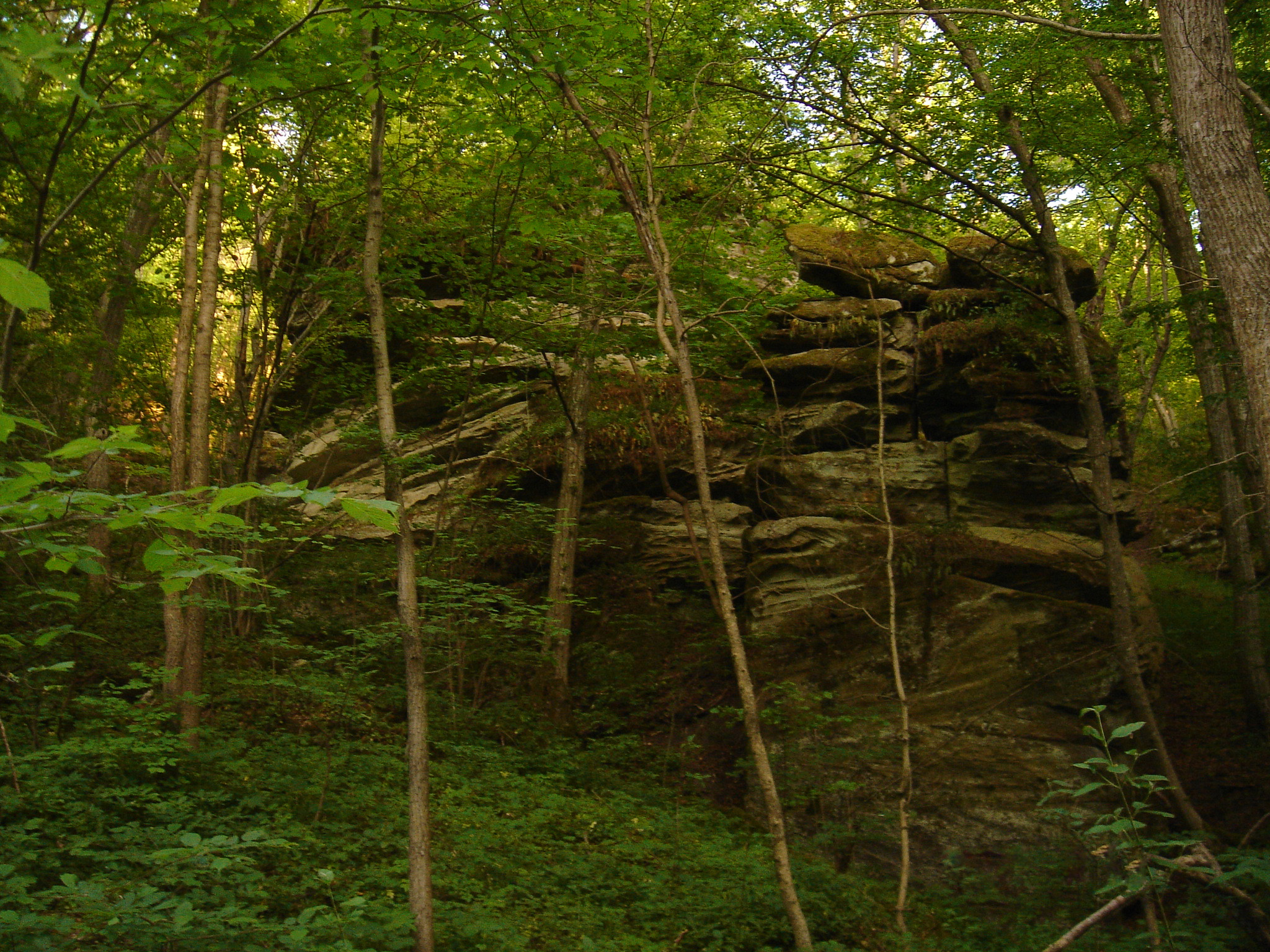
Скеля "Близнюки"
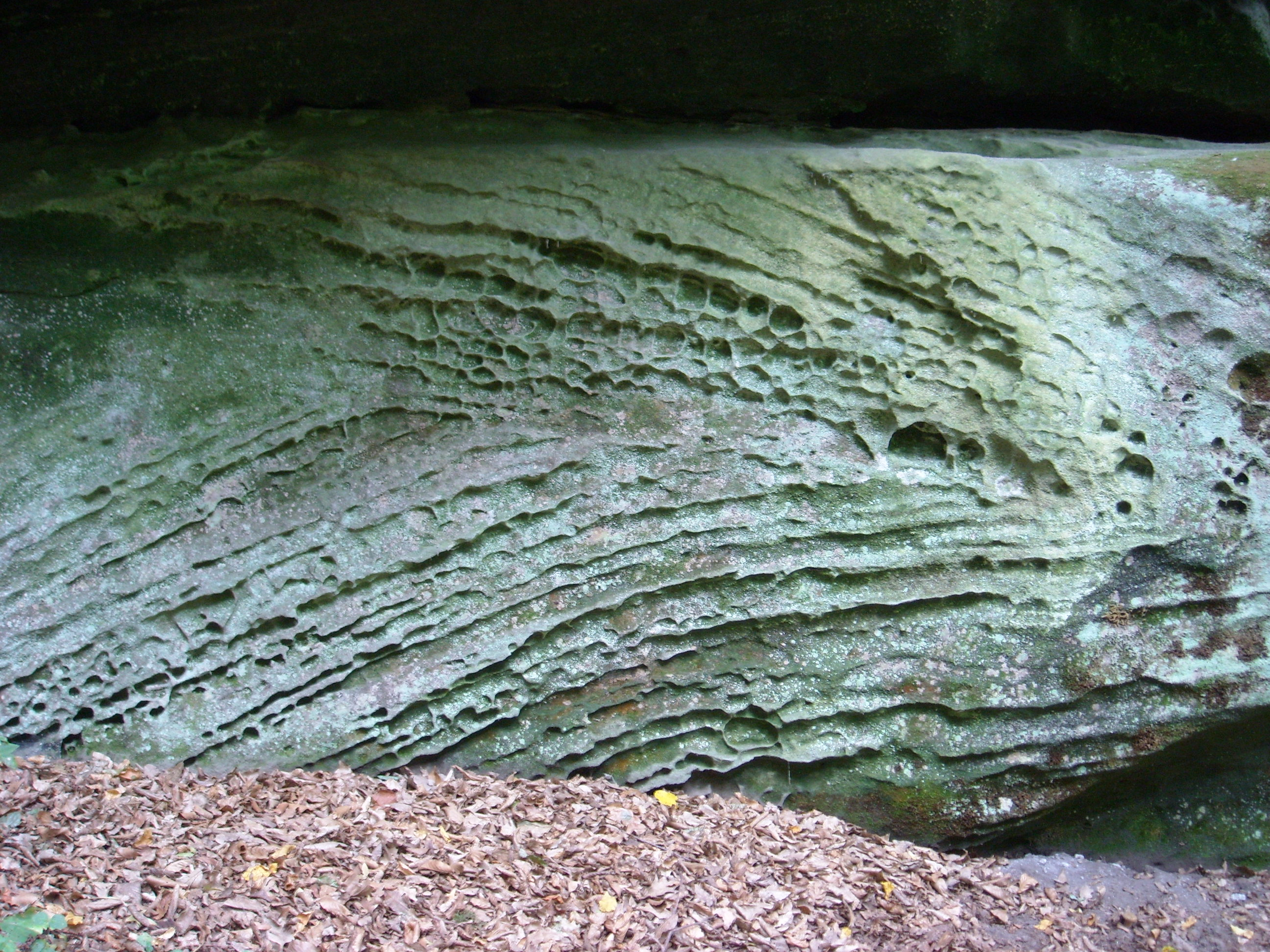
Фрагмент скелі
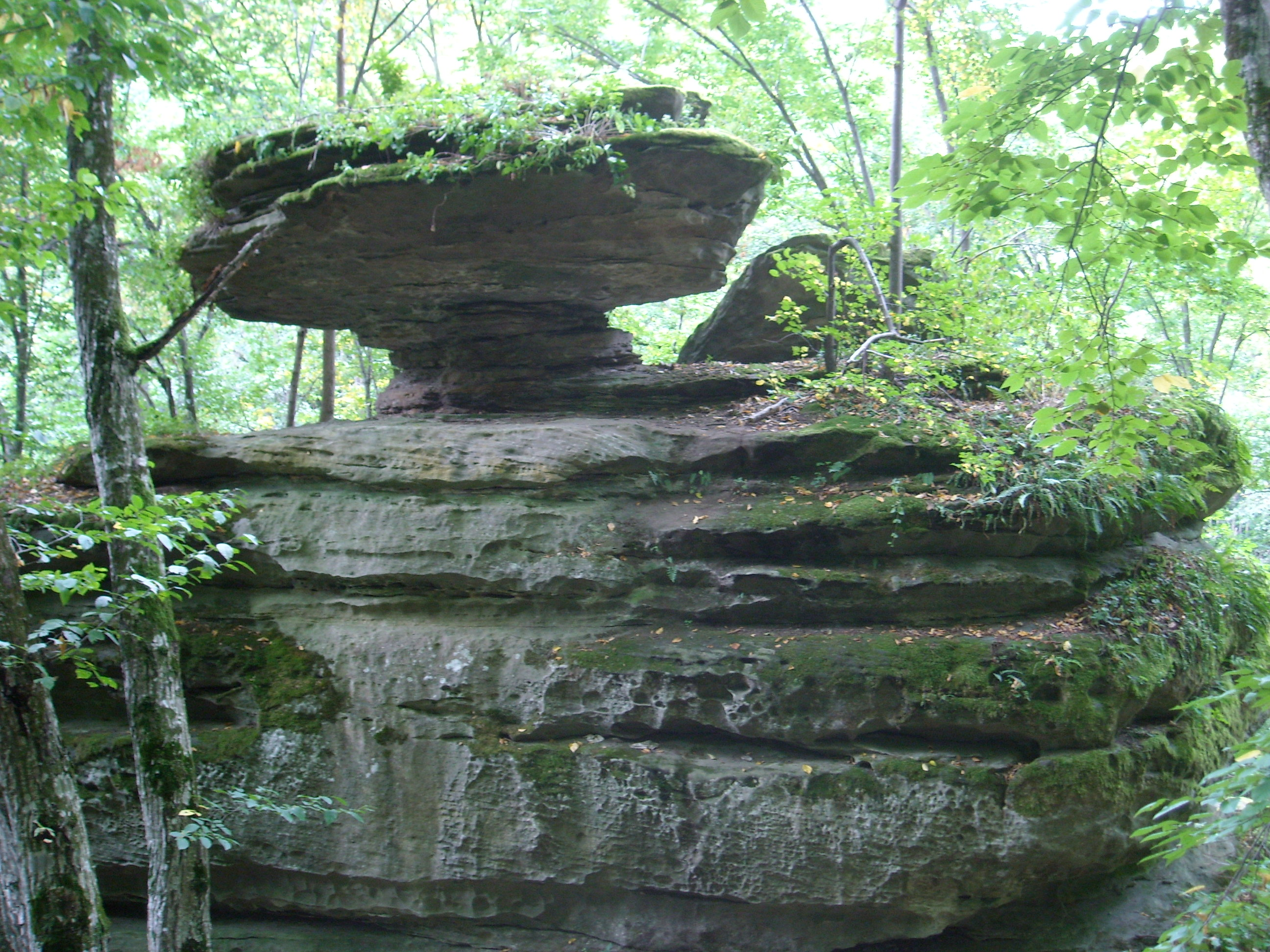
Скеля "Гриб"
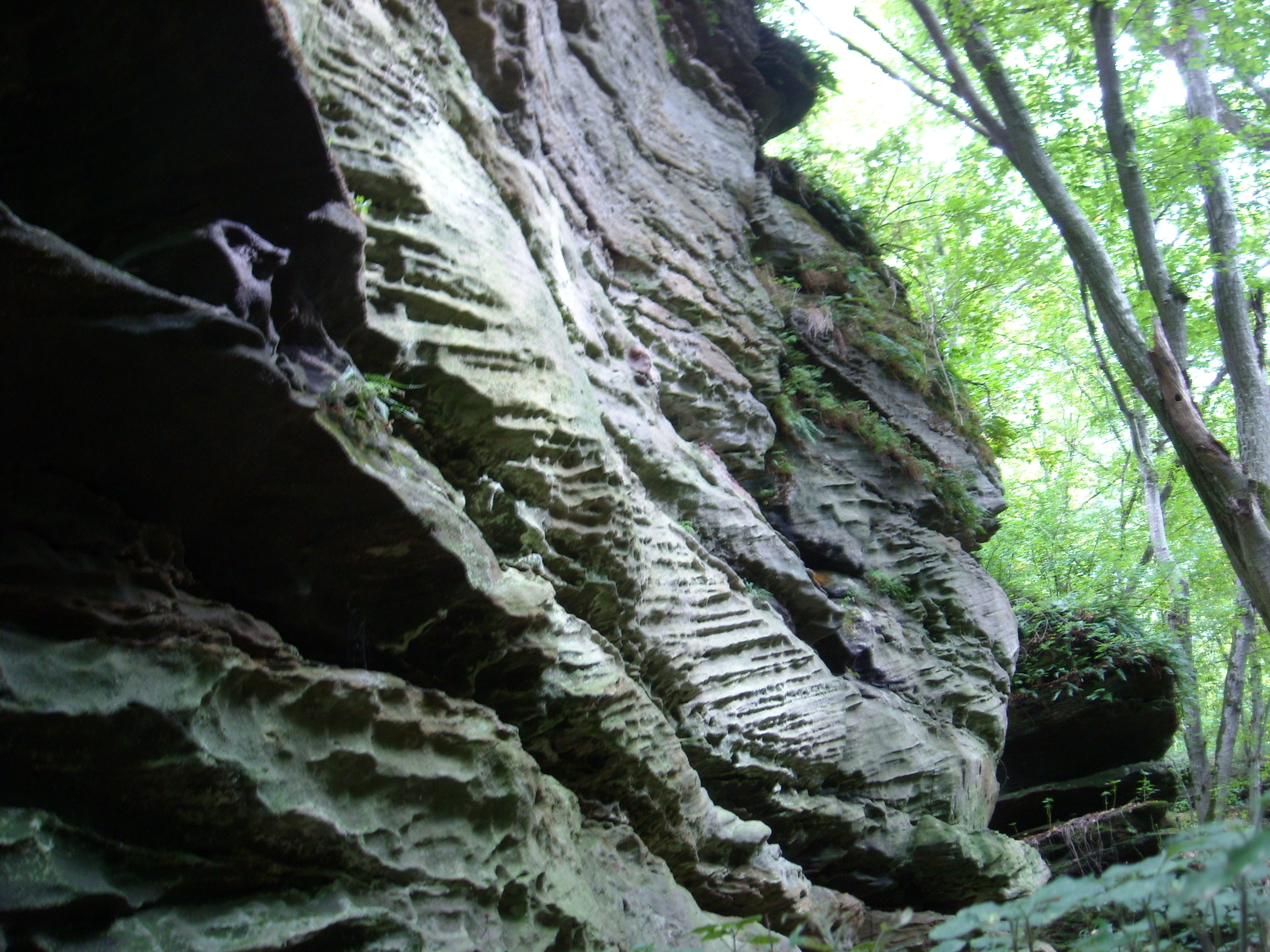
Пісковикові скелі
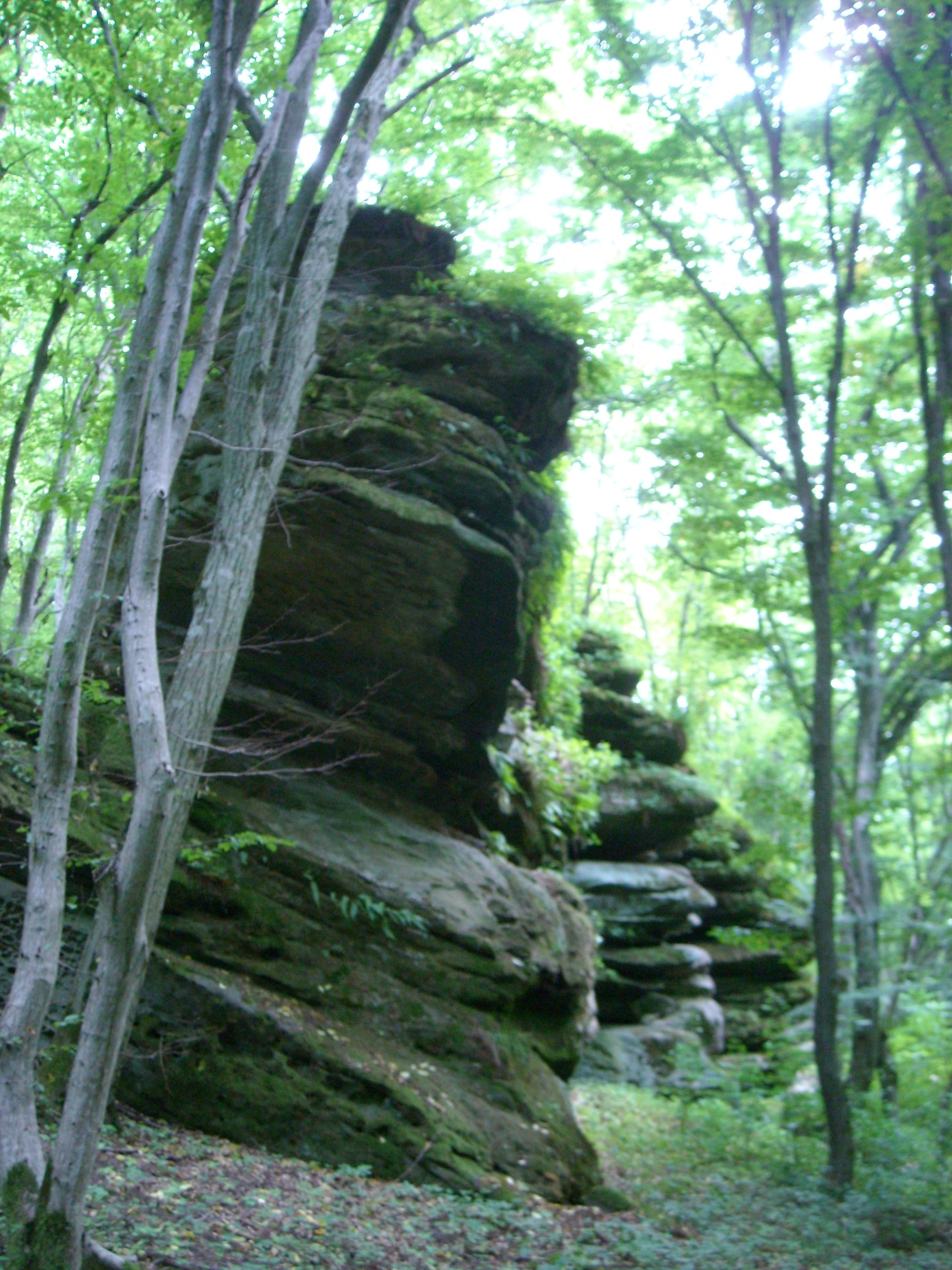
Скелі серед лісу
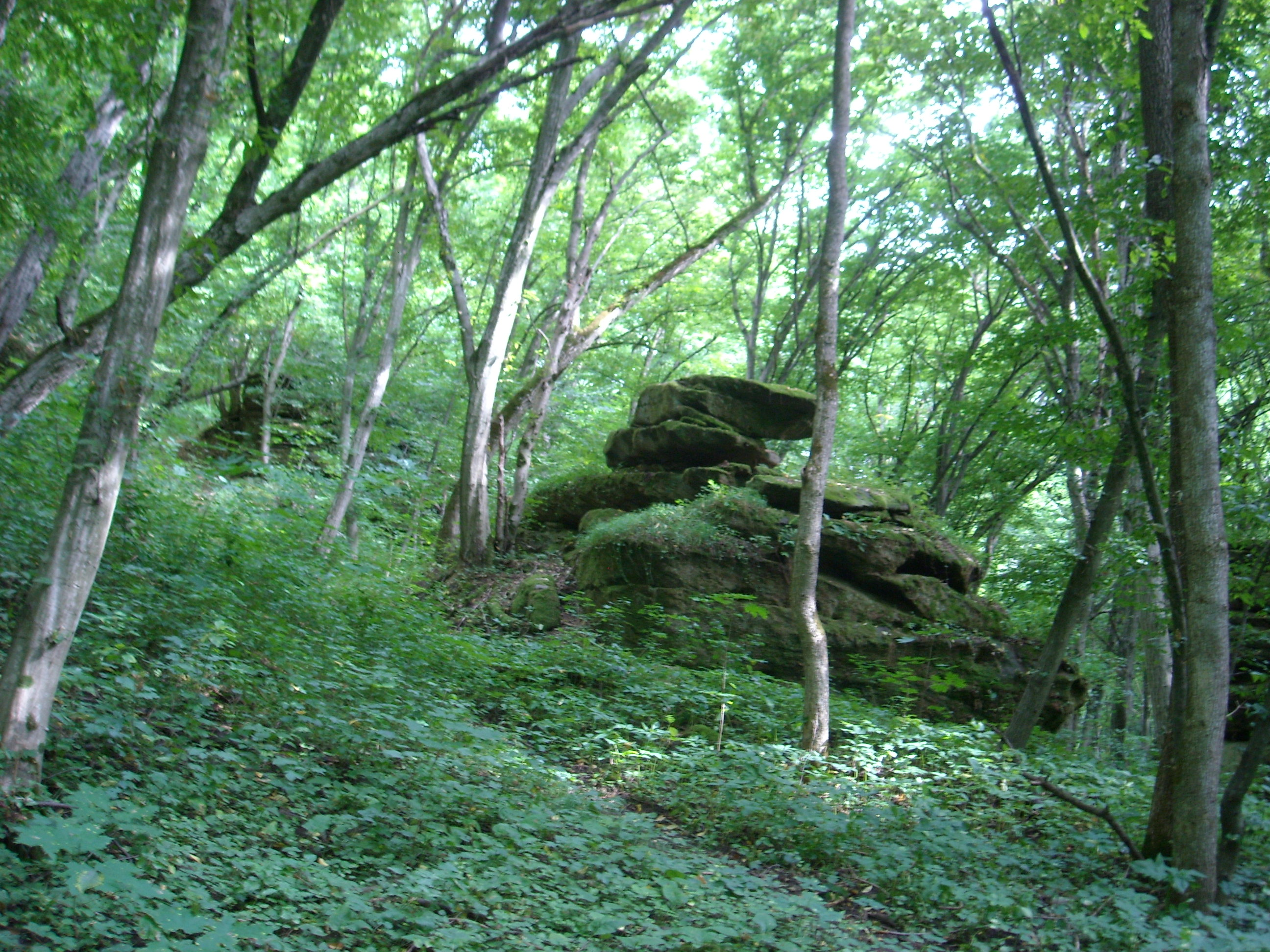
Яр влітку
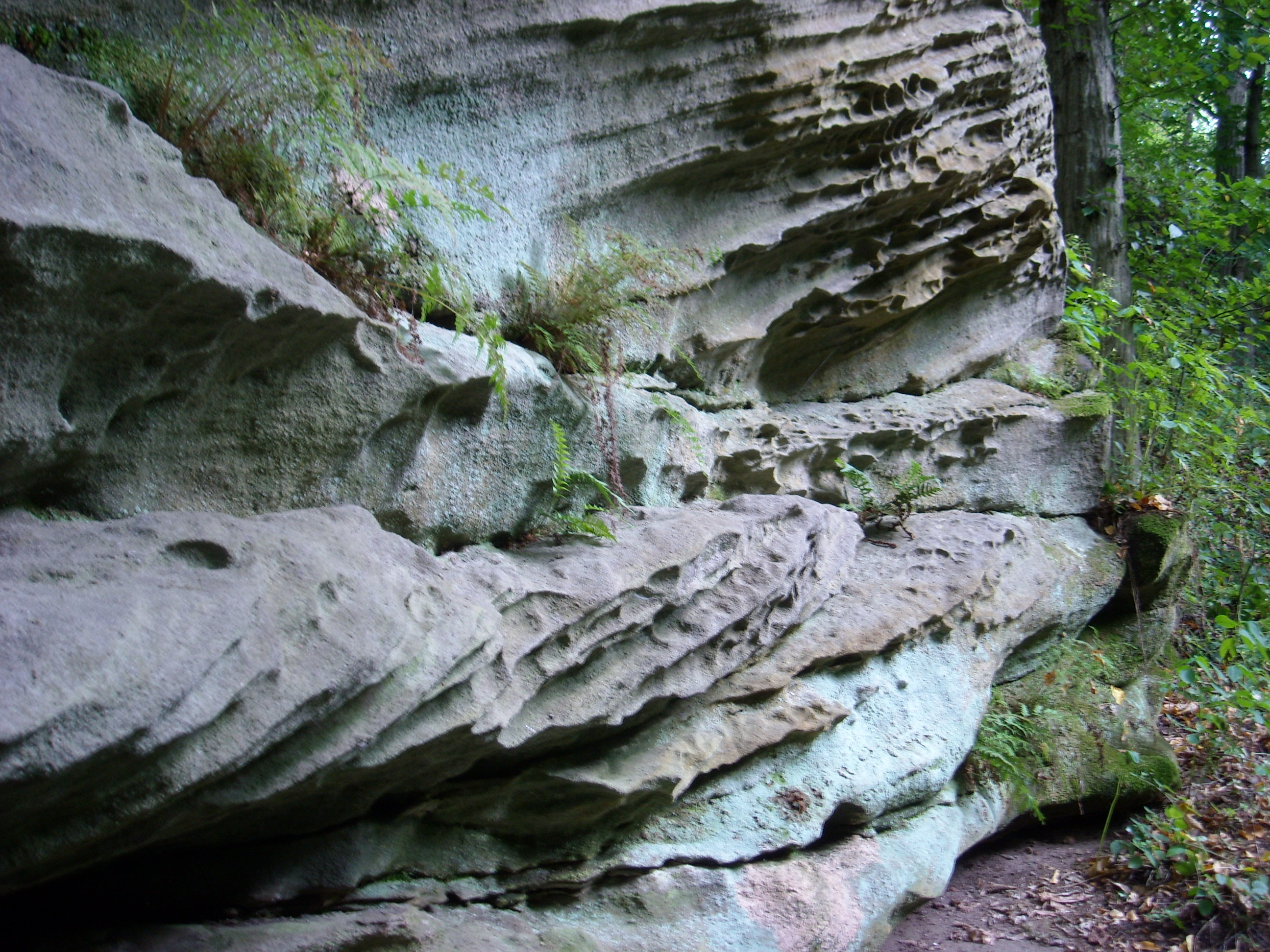
Скелі урочища
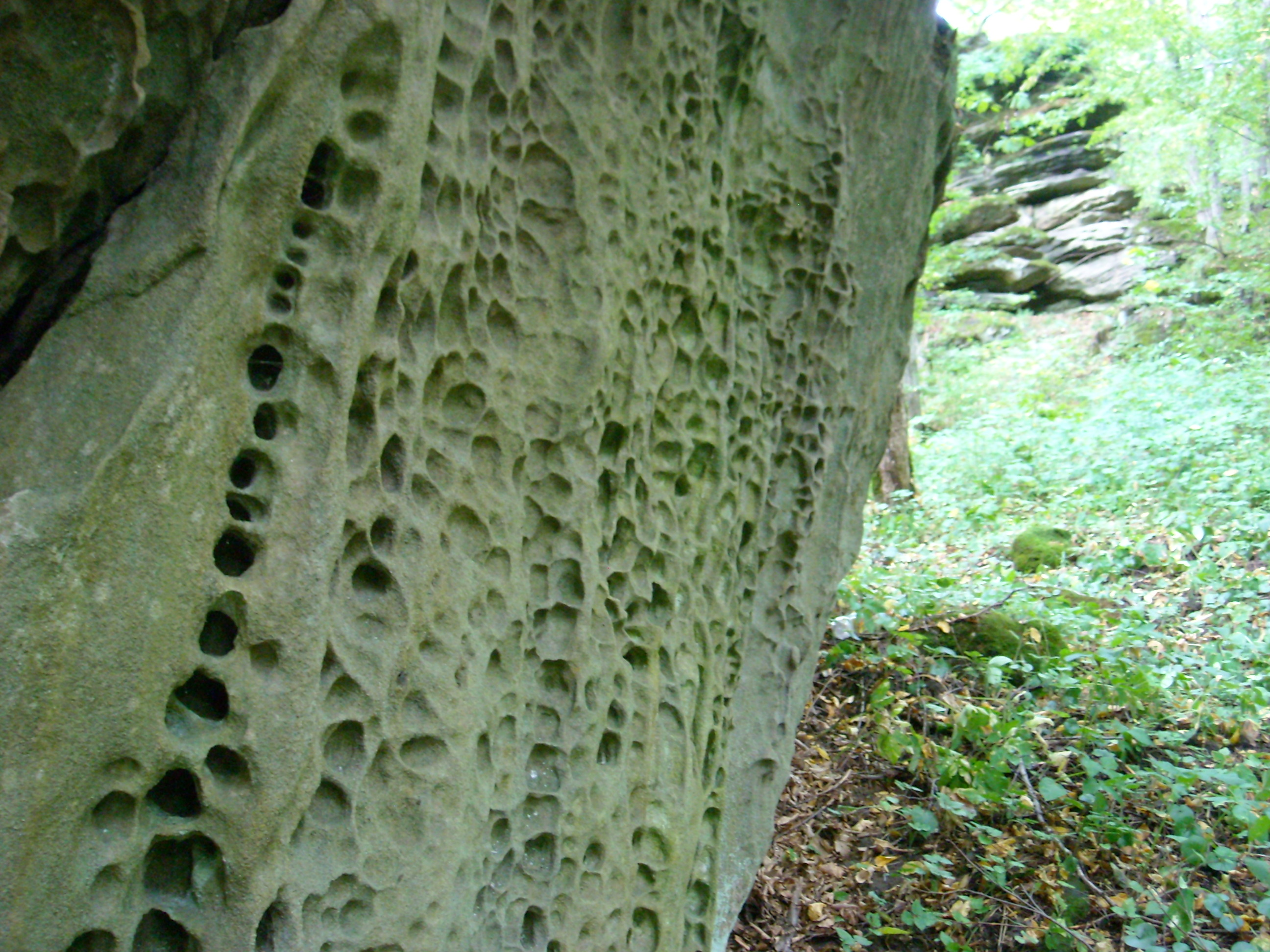
Пісковик під впливом вивітрювання
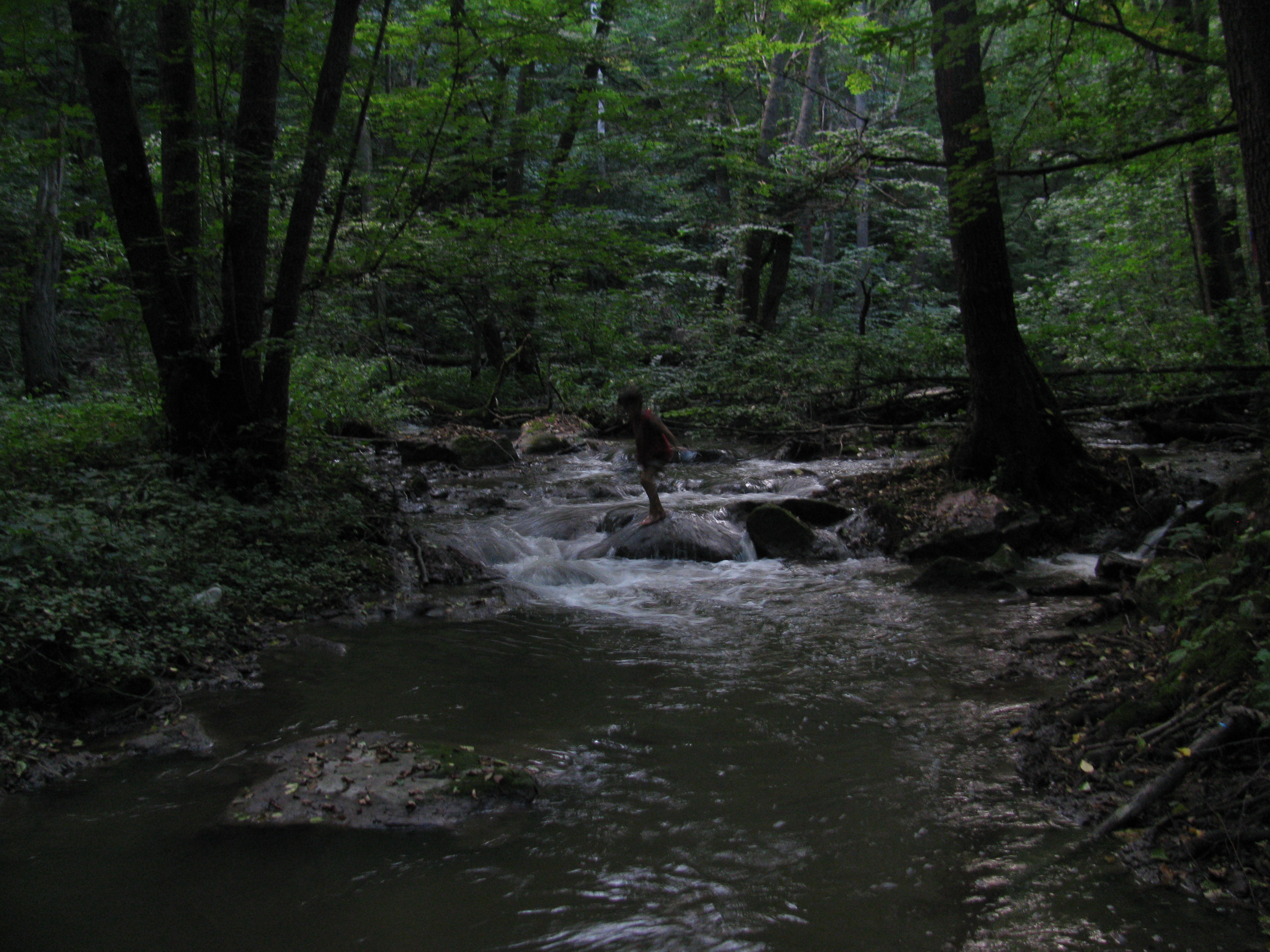
Річка Бушанка
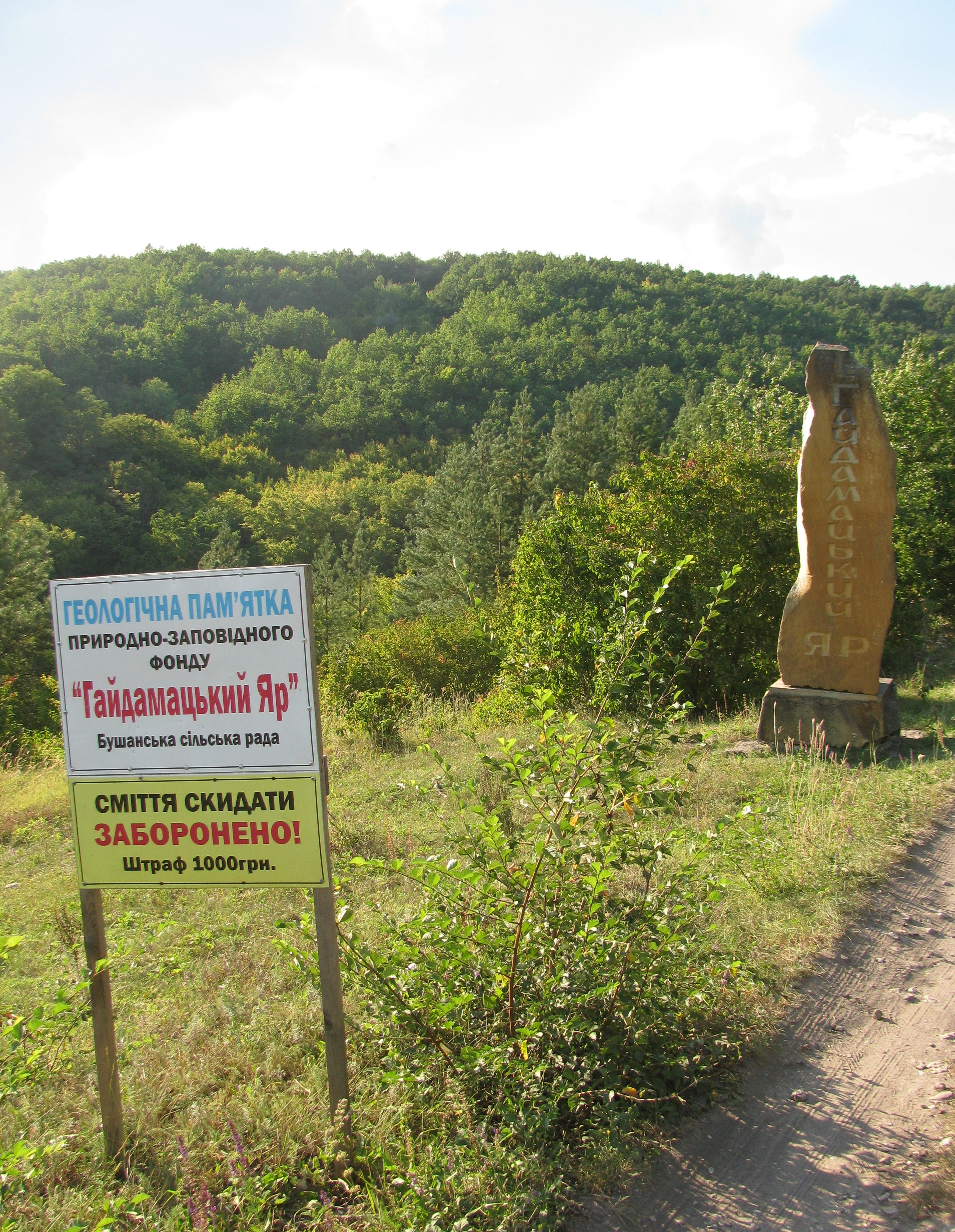
Вхід до Гайдамацького яру
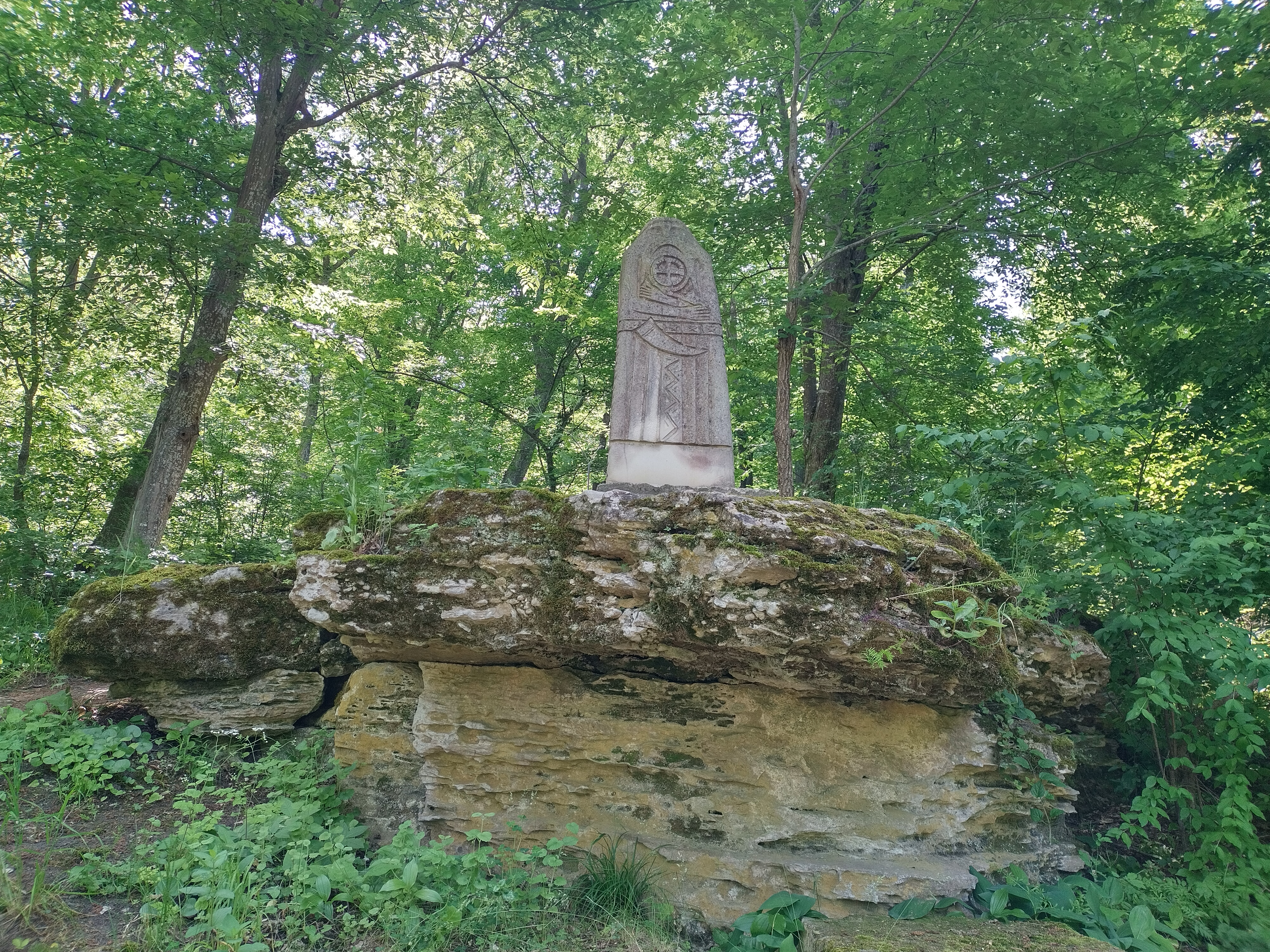
Пам'ятник на скелі
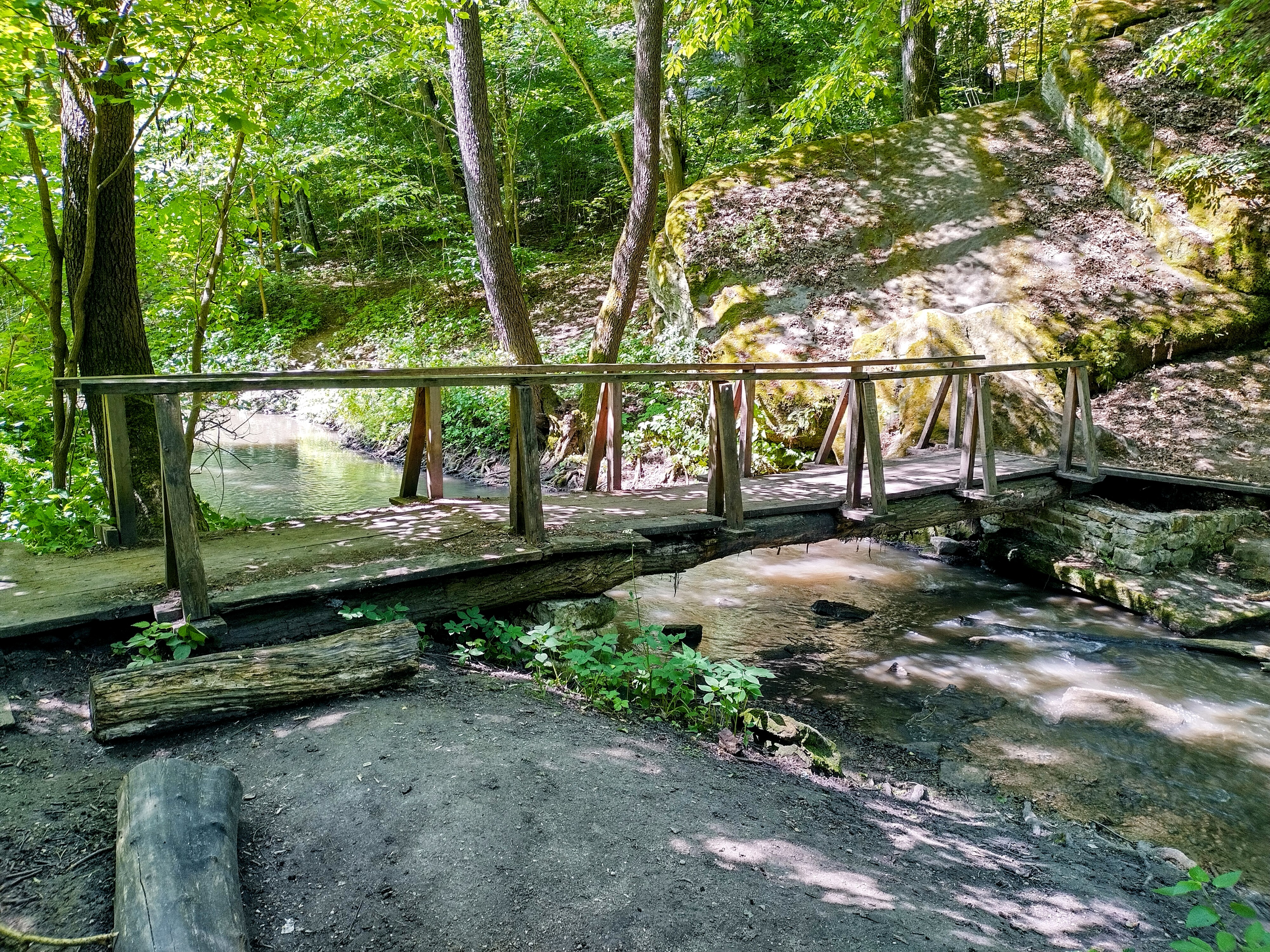
Місток через річку Бушанка
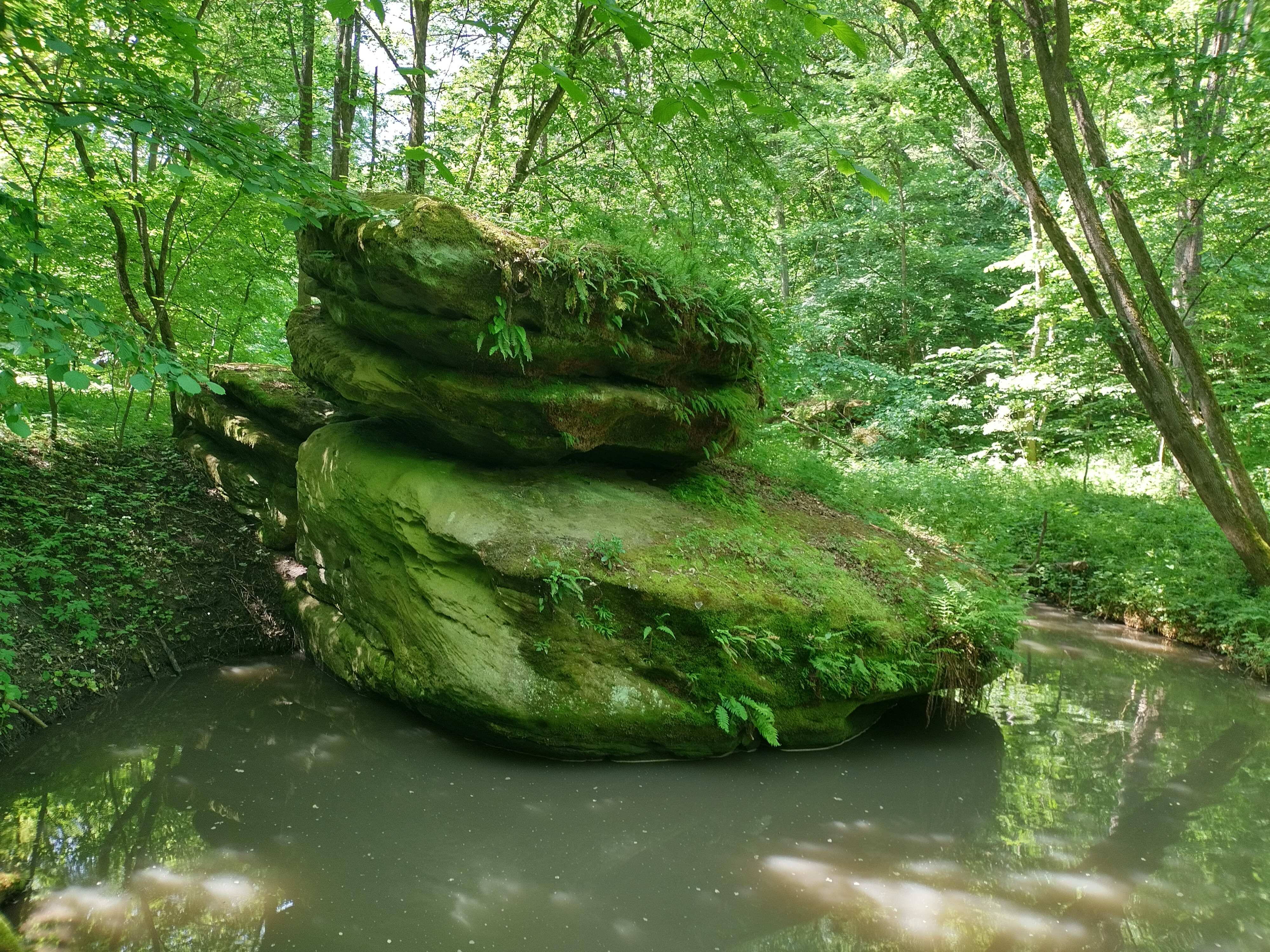
Скеля над річкою